# Neuronale Plastizität
Unter neuronaler Plastizität oder Neuroplastizität versteht man die Eigenart von Synapsen, Nervenzellen oder auch ganzen Hirnarealen, sich zwecks Optimierung laufender Prozesse nutzungsabhängig in ihrer Anatomie und Funktion zu verändern. Je nach betrachtetem System spricht man dabei z. B. von synaptischer Plastizität oder kortikaler Plastizität.
Der Psychologe Donald O. Hebb gilt als der Entdecker der synaptischen Plastizität. Er formulierte 1949 die Hebbsche Lernregel in seinem Buch The Organization of Behavior. Im Laufe der zweiten Hälfte des 20. Jahrhunderts gaben Forschungen immer mehr Aufschluss über die plastische Formbarkeit des Gehirns, selbst weit in das Erwachsenenalter hinein.

## Synaptische Plastizität
Synaptische Plastizität ist ein Begriff, der die „aktivitätsabhängige Änderung der Stärke der synaptischen Übertragung“ beschreibt. Diese Änderungen können sowohl durch Änderungen der Morphologie als auch der Physiologie der Synapse verursacht werden. Synaptische Plastizität ist ein wichtiger Forschungsgegenstand der Neurowissenschaften, da sie – wie inzwischen direkt nachgewiesen – ein neurophysiologischer Mechanismus für Lernprozesse und Gedächtnis ist.

### Zur Erläuterung des Begriffs
- Synaptische Aktivität / Übertragung: Synapsen können ruhen oder aktiv sein. An einer aktiven Synapse ist die präsynaptische Endigung erregt, das heißt, dort treten Aktionspotentiale auf. Es kommt zur Freisetzung von Transmittern in den synaptischen Spalt und ihrer Bindung an Rezeptoren der postsynaptischen Membran. Wird dadurch im postsynaptischen Neuron eine Antwort hervorgerufen, hat synaptische Übertragung stattgefunden. Die Antwort muss nicht notwendigerweise in einem Aktionspotential bestehen, sondern ist häufig unterschwellig.
- Aktivitätsabhängigkeit: Das bedeutet, dass diejenigen Änderungen der Synapsen betrachtet werden, die deren Aktivität als Ursache haben. Im Gegensatz dazu gibt es z. B. entwicklungsbedingte Änderungen von Synapsen, die während des Wachstums und der Differenzierung des Nervensystems stattfinden und nicht notwendigerweise auch synaptische Aktivität voraussetzen.
- Stärke der Übertragung: Damit ist gemeint, dass ein einzelnes Aktionspotential am präsynaptischen Endknöpfchen im postsynaptischen Neuron eine unterschiedlich starke Änderung des Membranpotentials bewirken kann. Je größer diese Änderung, desto stärker die Übertragung (und umgekehrt).

Je nach Dauer der synaptischen Veränderungen nach einer bestimmten Form der synaptischen Aktivierung unterscheidet man zwischen Kurzzeit- und Langzeitplastizität (short-term plasticity und long-term plasticity).
- Kurzzeitplastizität: Die Änderung der Übertragungsstärke hält einige Millisekunden bis höchstens einige Minuten an.
- Langzeitplastizität: Die Stärke der Übertragung ändert sich für viele Minuten bis einige Stunden, möglicherweise lebenslang.

Die Verstärkung der synaptischen Übertragung durch synaptische Plastizität bezeichnet man als Potenzierung, die Abschwächung als Depression (nicht zu verwechseln mit dem Krankheitsbild der Depression). Je nach Dauer spricht man von Langzeit-Potenzierung (long-term potentiation, LTP), Kurzzeit-Potenzierung (short-term potentiation, STP), Langzeit-Depression (long-term depression, LTD) und Kurzzeit-Depression (short-term depression, STD).
Synaptische Plastizität kann sowohl prä- als auch postsynaptisch verursacht sein.
- Präsynaptisch: Dabei ändert sich die Menge des pro Aktionspotentials freigesetzten Transmitters oder die Geschwindigkeit der Wiederaufnahme des Neurotransmitters in die präsynaptische Zelle.
- Postsynaptisch: Dabei ändert sich die Größe der postsynaptischen Antwort auf eine bestimmte Menge von Transmitter. Das geschieht z. B. durch Änderung der Menge von postsynaptischen Transmitter-Rezeptoren, durch die Modifikation dieser Rezeptoren (häufig durch Phosphorylierung oder Dephosphorylierung) oder durch die Bildung von Enzymen, die das Verhalten der Neurotransmitter im synaptischen Spalt verändern.

Prä- und postsynaptische Änderungen können gleichzeitig vorkommen.
Die Richtung der Änderung der synaptischen Übertragung und der Mechanismus, über den sie erfolgt, ist spezifisch für bestimmte Synapsen und bestimmte Arten der synaptischen Aktivität.
Neue Forschungsergebnisse deuten darauf hin, dass die synaptische Plastizität ebenso wie die Signaltransduktion und die Gedächtnisbildung im Gehirn auf molekularen Prozessen basiert, in denen reaktive Sauerstoffspezies als Signalüberträger fungieren. Ihre Bildung – vor allem aber die des Hyperoxids, scheint von der NADPH-Oxidase gesteuert zu werden.
Für die Stabilisierung von synaptischen Veränderungen spielt die parallele Zunahme prä- und postsynaptischer Strukturen wie z. B. axonales Bouton, dendritischer Dornenfortsatz und postsynaptische dichte Membranregion (PSD) eine zentrale Rolle. Auf postsynaptischer Seite kommt hier den Scaffolding Proteinen PSD-95 und Homer1c eine besondere Bedeutung zu. Es konnte gezeigt werden, dass im Falle erregender Synapsen des Hippocampus eine Korrelation zwischen dem Ausmaß dauerhafter Vergrößerung dendritischer Dornenfortsätze und einer Zunahme der Proteine PSD-95 und Homer1c besteht.

## Kortikale Plastizität
Kortikale Plastizität ist ein Begriff, der die aktivitätsabhängige Änderung der Größe, Konnektivität oder Aktivierungsmuster von neuronalen Netzen beschreibt.
Mit dem Begriff der kortikalen Plastizität wird oftmals die Plastizität des gesamten Gehirns bezeichnet, obwohl dabei auch Regionen außerhalb des Kortex beteiligt sind, da die Prinzipien der kortikalen Plastizität keineswegs auf die Großhirnrinde (Kortex) beschränkt sind. Eine Konsequenz der Plastizität ist, dass eine gegebene Funktion im Hirn von einer Stelle zu einer anderen „wandern“ kann. Die modernen bildgebenden Verfahren haben hier zu einer Vielzahl von erstaunlichen Beobachtungen geführt, indem anatomische Funktionsverlagerung nach großräumigen Gehirnschäden beobachtet wurde, insbesondere – aber nicht nur – bei Kindern.

### Kortikale Plastizität und kortikale Karten
Die kortikale Organisation vor allem des Wahrnehmungsapparates wird oftmals als kartenähnlich bezeichnet. So laufen die Sinneswahrnehmungen vom Fuß an einer Stelle des Kortex zusammen, die des Schienbeines an einer anderen, benachbarten Stelle. Das Ergebnis dieser sogenannten somatotopischen Organisation der Sinneseindrücke im Kortex ähnelt einer Karte des Körpers (Homunculus). Diese Karten sind nicht starr, sondern plastisch. Das Fehlen von Sinneseindrücken von bestimmten Teilen des Körpers, zum Beispiel nach einer Amputation, führt dazu, dass die kortikale Karte sich derart verändert, dass der Bereich, der zuvor für den nun fehlenden Teil zuständig war, nun nach und nach die benachbarten, nach wie vor vorhandenen Teile des Körpers mitrepräsentiert. Dies kann in der Übergangszeit bei den Patienten zu seltsamen Falschwahrnehmungen führen. So fühlen sie manchmal nicht mehr vorhandene amputierte Gliedmaßen, da deren Repräsentation noch nicht vollends „gelöscht“ ist, aber bereits Nervensignale von benachbarten Regionen in den Bereich der früheren Repräsentation des verlorenen Körperteils eindringen.
Kortikale Karten können sich durch Training verändern. Beispielsweise konnte Alvaro Pascual-Leone zeigen, dass die kortikalen Karten der Finger bei einem zweistündigen Training einer Klavierfingerübung täglich nach einer Woche signifikant an Größe zunahmen. Anatomische Längsschnittarbeiten haben gezeigt, dass ein dreimonatiges Jongliertraining, die Vorbereitung auf das Medizinphysikum, aber auch ein 40 Stunden dauerndes Golftraining zu deutlichen anatomischen Veränderungen in jenen Hirngebieten führt, die mit der Kontrolle der geübten Fertigkeiten betraut sind. Auch die Immobilisation des rechten Armes (wegen eines Armbruchs) für 2 Wochen führte zu einer Reduktion der kortikalen Dicke in den Motorarealen, welche die ummobilisierte Hand bzw. den mobilisierten Arm kontrollieren.
Nachdem Forschung gezeigt hatte, dass herausragende Fähigkeiten in Sport, Kunst und Wissenschaft auch aufgrund von intensivem und häufigem Üben entstehen, wurden aus neuroanatomischen und neurophysiologischen Vergleichen von Geübten und Nicht-Geübten wesentliche Rückschlüsse auf die Neuroplastizität gezogen. So haben Untersuchungen gezeigt, dass Geübte vor allem in jenen Hirngebieten, die mit der Kontrolle des Geübten assoziiert sind, anatomische und funktionelle Besonderheiten aufweisen. Diese anatomischen Auffälligkeiten werden mit morphologischen Veränderungen an den Synapsen, dem Neuropil und den Neuronen in Verbindung gebracht. Vor allem bei professionellen und semi-professionellen Musikern sind vielfältige anatomische und funktionelle Auffälligkeiten festgestellt worden, die auf Neuroplastizität zurückgeführt werden.

### Wissenschaftliche Literatur
- Lutz Jäncke: Lehrbuch Kognitive Neurowissenschaften. Huber Verlag, Bern 2013, ISBN 978-3-456-85004-7, S. 595–623.
- Manfred Spitzer: Geist im Netz. Spektrum Akademischer Verlag, Heidelberg 1996, ISBN 3-8274-0109-7, S. 148–182.
- R. Duman und andere: Neuronal plasticity and survival in mood disorders. In: Biol. Psychiatry. Band 48, 2000, S. 732–739.
- Johann Caspar Rüegg: Neuronale Plastizität und Psychosomatik (1). In: Reinhold Haux, Axel W. Bauer, Wolfgang Eich, Wolfgang Herzog, Johann Caspar Rüegg, Jürgen Windeler (Hrsg.): Wissenschaftlichkeit in der Medizin. Teil 2. Physiologie und Psychosomatik. Versuche einer Annäherung (= Brücken … Schriften zur Interdisziplinarität. Band 4). VAS, Frankfurt am Main 1998, ISBN 3-88864-249-3, S. 82–120.
- Gerd Rudolf: Neuronale Plastizität und Psychosomatik (2). In: Reinhold Haux, Axel W. Bauer, Wolfgang Eich, Wolfgang Herzog, Johann Caspar Rüegg, Jürgen Windeler (Hrsg.): Wissenschaftlichkeit in der Medizin. Teil 2. Physiologie und Psychosomatik. Versuche einer Annäherung (= Brücken … Schriften zur Interdisziplinarität. Band 4). VAS, Frankfurt am Main 1998, ISBN 3-88864-249-3, S. 121–130.
- Uwe Hans Wiese: Neuroplastizität im Rückenmark. Springer, Wiesbaden 2019, ISBN 978-3-658-27360-6.

### Sachbücher und Dokumentarfilme
- Sharon Begley: Neue Gedanken – neues Gehirn. Die Wissenschaft der Neuroplastizität beweist, wie unser Bewusstsein das Gehirn verändert. Goldmann, München 2010.
- Norman Doidge: The Brain That Changes Itself. Viking, New York 2007 (Deutsch: Neustart im Kopf: wie sich unser Gehirn selbst repariert. Übersetzung von Jürgen Neubauer. Campus-Verlag, Frankfurt am Main / New York 2008, ISBN 978-3-593-38534-1.)
- Neustart im Kopf. Film. Regie: Mike Sheerin, Norman Doidge. (Kanada & Frankreich 2009, 70 min, Arte F) Deutsche Erstsendung Arte 18. November 2009.